# Anton Šramčanka
Anton Iharavič Šramčanka (in bielorusso Антон Ігаравіч Шрамчанка?; traslitterazione anglosassone: Anton Shramchanka o Shramchenko; 12 marzo 1993) è un calciatore bielorusso, attaccante della Dinamo Brėst.

## Carriera

### Club
Nella stagione 2011 ha giocato 5 partite in prima divisione con la maglia del Dnjapro Mahilëŭ.

### Nazionale
Ha giocato nella nazionale bielorussa Under-21.

## Palmarès

### Club

#### Competizioni nazionali
- Peršaja Liha: 1

Dnjapro Mahilëŭ: 2012
- Supercoppa di Bielorussia: 1

Šachcër Salihorsk: 2023